# Ивайло Иванов (поет)
Вижте пояснителната страница за други личности с името Ивайло Иванов.
Ивайло Иванов е български поет.

## Биография
Роден е на 4 септември 1972 г. в Троян. Завършва Българска филология във Великотърновския университет „Св. св. Кирил и Методий“. Работил е като редактор във в. „Литературен форум“ (1997-1998) и като вътрешен рецензент в издателство „ПАН ВТ“. Публикува поезия, сатира и литературна критика в периодичния печат.
Член е на Сдружението на българските писатели.
Умира на 30 май 2016 г.